# Bocageopsis canescens
Bocageopsis canescens là loài thực vật có hoa thuộc họ Na. Loài này được (Benth.) R.E.Fr. mô tả khoa học đầu tiên năm 1931.